# Ruth Schmid-Gagnebin
Ruth Schmid-Gagnebin, née à Monruz le 5 mars 1921 et morte à Neuchâtel le 22 avril 2006, est une pianiste et concertiste suisse. Elle est notamment connue pour ses interprétations de Liszt, Chopin, Beethoven ou encore Mozart.

## Biographie
Fille de Samuel Gagnebin, physicien et philosophe et de l'écrivaine Marianne Gagnebin née Maurer (1881-1952), Ruth Schmid-Gagnebin effectue tout son cursus scolaire dans le canton de Neuchâtel avant de poursuivre ses études de musique à Zurich, Lausanne, Genève et Paris. Elle se forme auprès notamment de Jacqueline Blancard à Lausanne, Dinu Lipatti à Genève et Yves Nat à Paris. En mars 1943, elle épouse Pierre Schmid avec lequel elle a deux enfants.
Au début de sa carrière, Ruth Schmid-Gagnebin se produit en tant que soliste à Neuchâtel, Paris, Rome, Bruxelles ou encore à Londres,. Elle enregistre un premier disque, à des fins caritatives, en 1976. Dès 1979, soutenue et encouragée par son père, elle part s'établir aux États-Unis. Elle quitte pour ce faire son poste de professeur de piano aux conservatoires de musique de Bienne et de Lausanne. Durant les dix-sept années qui suivent, Ruth Schmid-Gagnebin se produit, tantôt comme soliste, tantôt au sein d'un orchestre, aux États-Unis,. Là-bas, elle enregistre "Liszt en Suisse" (LIRS, 1985). Elle joue aussi pour différentes stations de radio, par exemple en France et en Angleterre.
Rentrée en Suisse en 1996, Ruth Schmid-Gagnebin enregistre coup sur coup deux disques, l'un en 1997 et l'autre en 2003. En parallèle, et jusqu'au bout de sa vie, elle continue à se produire en concert.
Également compositrice, Ruth Schmid-Gagnebin compose plus de 150 œuvres musicales dont une partie seulement des partitions sont connues. Ces compositions n'ont pas non plus été enregistrées. Ruth Schmid-Gagnebin est aussi l'auteure d'une autobiographie illustrée restée inédite.

## Distinctions
- Lauréate du Conservatoire de musique de Genève, 1949[23]
- Médaille "Woman of the year " décernée par l'Institut biographique américain (en)[16]
- Lauréate du Prix de la Fondation Kunst und Forschung[16]

## Publications
- Ruth Schmid-Gagnebin, « Henri Gagnebin, mon oncle », Actes de la Société jurassienne d'émulation, vol. 81,‎ 1978, p. 11-15 (lire en ligne)
- Ruth Schmid-Gagnebin, « Ein Brief an Ernst Graenicher », Bieler Tagblatt,‎ 26 août 1975

## Sources et notes
1. ↑  (en) International Biographical Center, The International Who's who in Music and Musician's Directory, Cambridge, International Biographical Center, 1992, p. 1003
2. ↑  « Ruth Schmid-Gagnebin joue à la ferme du grand cachot », L'Express,‎ 26 août 1970, p. 7 (lire en ligne)
3. ↑  Denise de Ceuninck, « Piano Ruth Schmid-Gagnebin et Liszt », L'Impartial,‎ 11 février 1998, p. 4 (lire en ligne)
4. ↑  Sonia Graf, « Piano Hommage à Dinu Lipatti », L'Impartial,‎ 1er décembre 2000, p. 28 (lire en ligne)
5. ↑  Denise de Ceuninck, « Récit de piano Ruth Schmid-Gagnebin », L'Impartial,‎ 27 octobre 1970 (lire en ligne)
6. ↑  « Le succès d'une artiste neuchâteloise à Paris », L'Express,‎ 1er juin 1955, p. 7 (lire en ligne)
7. ↑  J. F., « Mme Ruth Schmid-Gagnebin joue à Rome », Journal de Genève,‎ 9 avril 1952, p. 9 (lire en ligne)
8. ↑  « Succès d'une artiste neuchâteloise en Belgique », L'Express,‎ 16 janvier 1958, p. 16 (lire en ligne)
9. ↑  F.C., « Une pianiste neuchâteloise à Londres », L'Impartial,‎ 14 juillet 1970, p. 2 (lire en ligne)
10. ↑  (de) Hug & Company, « sans titre », Revue musicale suisse = Schweizerische Musikzeitung, vol. 110,‎ 1970 (lire en ligne)
11. ↑  F. W., « Disque pour la Croix-Rouge de Ruth Schmid-Gagnebin », Journal de Genève,‎ 20 octobre 1976, p. 12 (lire en ligne)
12. ↑  Denise de Ceuninck, « Récital de piano Ruth Schmid-Gagnebin », L'Impartial,‎ 28 avril 1997, p. 6 (lire en ligne)
13. ↑  C. Diezi, « Une année riche en événements» au Conservatoire », L'Express,‎ 3 septembre 1980, p. 11 (lire en ligne)
14. ↑  Georges Jaccottet, Le Conservatoire de musique de Lausanne, 1861-1986, Lausanne, Bibliothèque historique vaudoise, 1986
15. ↑  (en) « Music and Dance », New York Magazine,‎ 21 mai 1985, p. 120 (lire en ligne)
16. 1 2 3 4  Sonia Graf, « Les projets s'édifient aussi à 80 ans », L'Impartial,‎ 25 février 2002, p. 17 (lire en ligne)
17. ↑  « France III (national) », Combat,‎ 15 mai 1959, p. 8 (lire en ligne)
18. ↑  (en) « Monday », Radio Times,‎ 1956 (lire en ligne)
19. ↑  Denise de Ceuninck, « Notes hongroises », L'Impartial,‎ 21 octobre 1997, p. 34 (lire en ligne)
20. ↑  Série : Manuscrits. Fonds Ruth Schmid-Gagnebin; Cote : RSGA-106. Bibliothèque publique et universitaire de Neuchâtel (présentation en ligne).
21. ↑  Sonia Graf, « Piano Ruth Schmid-Gagnebin en concert », L'Express,‎ 2 juin 2006, p. 34 (lire en ligne)
22. ↑  « Is this a biography ? ». Fonds Ruth Schmid-Gagnebin; Cote : RSGA-103-1.1. Bibliothèque publique et universitaire de Neuchâtel.
23. ↑  (fr + all) Willy Keller (dir.), Schweizer biographisches Archiv = [Archives biographiques suisses] = [Archivio biografico svizzero], vol. 4, Zürich, EPI Verlag internationaler Publikationen, 1954, p. 126

### Notices biographiques dans dictionnaires
- "Ruth Schmid-Gagnebin", dans Willy Keller (dir), Schweizer biographisches Archiv = [Archives biographiques suisses] = [Archivio biografico svizzero], vol. 4, Zürich, EPI Verlag internationaler Publikationen, 1954, p. 126.
- "Ruth Schmid-Gagnebin", dans Judith Lang Zaimont, Jane Gottlieb, Joanne Polk et Michael J Rogan, The Musical Woman. An International Perspective, vol. 3, New York, Greenwood Press, 1983, p. 807.
- "Ruth Schmid-Gagnebin", dans The World Who's Who of Women, Cambridge, International Biographical Centre, 1978, 4e éd., p. 1040.
- "Ruth Schmid-Gagnebin", dans The International Who's who in Music and Musician's Directory, Cambridge, International Who's Who in Music, 1992, p. 1003.
- "Ruth Schmid-Gagnebin", dans Katrin Hofmann, Kürschners Deutscher Musik-Kalender, München, Saur, 2002, p. 707.